# Roca Sierra
La roca Sierra (en idioma inglés: Saw Rock) es un pequeño islote rocoso de 25 metros de altura ubicado a 0,7 kilómetros al norte de la punta Perfil de la isla Vindicación del grupo Candelaria de las islas Sandwich del Sur.
La roca fue cartografiada y nombrada en 1930 por el personal de Investigaciones Discovery a bordo del RRS Discovery II, recibiendo su nombre en inglés en asociación a la cercana punta Perfil (Crosscut en inglés).
La isla nunca fue habitada ni ocupada, y como el resto de las Sandwich del Sur es reclamada por el Reino Unido que la hace parte del territorio británico de ultramar de las Islas Georgias del Sur y Sandwich del Sur, y por la República Argentina, que la hace parte del departamento Islas del Atlántico Sur dentro de la provincia de Tierra del Fuego, Antártida e Islas del Atlántico Sur.